# セウリー・マティアス
セウリー・マティアス（Seuly Matias, 1998年9月4日 - ）は、ドミニカ共和国プエルト・プラタ州ラ・イサベラ出身のプロ野球選手（外野手）。右投右打。MLB・カンザスシティ・ロイヤルズ傘下所属。

## 経歴
2015年7月にカンザスシティ・ロイヤルズと契約してプロ入り。
2016年に傘下のルーキー級ドミニカン・サマーリーグ・ロイヤルズでプロデビュー。ルーキー級アリゾナリーグ・ロイヤルズでもプレーし、2球団合計で53試合に出場して打率.235、8本塁打、31打点、2盗塁を記録した。
2017年はアパラチアンリーグのルーキー級バーリントン・ロイヤルズでプレーし、57試合に出場して打率.243、7本塁打、36打点、2盗塁を記録した。
2018年にMLB.comが発表したプロスペクトランキングでは、ロイヤルズの組織内で3位にランクインした。シーズンでは開幕からA級レキシントン・レジェンズでプレーし、117試合に出場して打率.231、31本塁打、63打点、6盗塁を記録した。また、7月にはオールスター・フューチャーズゲームの世界選抜に選出された。

## プレースタイル
球団傘下No.1とも評されるパワーが持ち味で、逆方向に特大弾を運ぶ。反面、2017年は三振率29.3%／四球率6.5%と粗削りな面もある。

## 詳細情報

### 記録
MiLB
- オールスター・フューチャーズゲーム選出：1回（2018年）